# Альшеевский район
Альше́евский райо́н (баш. Әлшәй районы) — административно-территориальная единица (район) и муниципальное образование (муниципальный район) в её границах под наименованием муниципальный район Альшеевский район (баш. Әлшәй районы муниципаль районы) в составе Республики Башкортостан Российской Федерации.
Административный центр — село Раевский.

## География
Расположен в юго-западной части Башкирии, в среднем течении реки Дёма. Площадь его территории составляет 2415 км². Протяжённость севера на юг составляет 38 км, с запада на восток — 66 км.
Район пересекают исторический ход Транссиба и региональные автомобильные дороги Чишмы — Киргиз-Мияки, Раевский — Стерлитамак.

## История
Альшеевский район был образован 31 января 1935 года.

## Население
| 1939    | 1959    | 1970    | 1979    | 1989    | 2002    | 2008    | 2009    | 2010    |
| ------- | ------- | ------- | ------- | ------- | ------- | ------- | ------- | ------- |
| 71 230  | ↘62 219 | ↘61 946 | ↘52 162 | ↘47 500 | ↗48 398 | ↘43 893 | ↗44 384 | ↘43 647 |
| 2012    | 2013    | 2014    | 2015    | 2016    | 2017    | 2018    | 2019    | 2020    |
| ↘42 454 | ↘41 551 | ↘40 747 | ↘39 880 | ↘39 420 | ↘38 874 | ↘38 386 | ↘37 615 | ↘36 823 |
| 2021    |         |         |         |         |         |         |         |         |
| ↘36 799 |         |         |         |         |         |         |         |         |

Согласно прогнозу Минэкономразвития России, численность населения будет составлять:
- 2024 — 36,72 тыс. чел.
- 2035 — 32,04 тыс. чел.

### Национальный состав
Согласно Всероссийской переписи населения 2010 года: башкиры — 39,3 %, татары — 32,4 %, русские — 22,7 %, украинцы — 2,5 %, чуваши — 1,6 %, лица других национальностей — 1,5 %.
По итогам переписи населения 2020 года проживали следующие национальности (национальности менее 0,1 % и другое см. в сноске к строке «Другие»):
| Национальность | Численность, чел. | Доля     |
| -------------- | ----------------- | -------- |
| Башкиры        | 14 717            | 39,99 %  |
| Татары         | 10 717            | 29,12 %  |
| Русские        | 9588              | 26,06 %  |
| Чуваши         | 412               | 1,12 %   |
| Украинцы       | 271               | 0,74 %   |
| Узбеки         | 87                | 0,24 %   |
| Азербайджанцы  | 76                | 0,21 %   |
| Мордва         | 51                | 0,14 %   |
| Таджики        | 50                | 0,14 %   |
| Армяне         | 39                | 0,11 %   |
| Другие         | 791               | 2,13 %   |
| Итого          | 36 799            | 100,00 % |

### Языковой состав
Согласно Всероссийской переписи населения 2010 года родными языками населения являлись: башкирский — 36,8 %, 
татарский — 32 %, русский — 27,8 %, чувашский — 1,3 %.
Согласно Всероссийской переписи населения 2020 года родными языками населения являлись: башкирский — 39,5 %, татарский — 28,9 %, русский — 28,2 %, чувашский — 1 %.

## Административное деление
В Альшеевский район как административно-территориальную единицу республики входит 20 сельсоветов.
В одноимённый муниципальный район в рамках местного самоуправления входит 20 муниципальных образований со статусом сельского поселения:
| №     | Муниципальное образование    | Административный центр | Количество населённых пунктов | Население (чел.) | Площадь (км²) |
| ----- | ---------------------------- | ---------------------- | ----------------------------- | ---------------- | ------------- |
| 1e-06 | Сельское поселение           |                        |                               |                  |               |
| 1     | Абдрашитовский сельсовет     | село Абдрашитово       | 11                            | ↘1081            | 167,22        |
| 2     | Аксёновский сельсовет        | село Аксёново          | 8                             | ↘2148            | 103,00        |
| 3     | Воздвиженский сельсовет      | село Воздвиженка       | 9                             | ↘505             | 117,23        |
| 4     | Гайниямакский сельсовет      | село Гайниямак         | 5                             | ↘867             | 96,29         |
| 5     | Зеленоклиновский сельсовет   | деревня Зелёный Клин   | 3                             | ↘426             | 166,51        |
| 6     | Ибраевский сельсовет         | село Новосепяшево      | 5                             | ↘551             | 95,85         |
| 7     | Казанский сельсовет          | село Казанка           | 5                             | ↘709             | 145,62        |
| 8     | Кармышевский сельсовет       | село Кармышево         | 7                             | ↘1281            | 121,99        |
| 9     | Кипчак-Аскаровский сельсовет | село Кипчак-Аскарово   | 3                             | ↘803             | 130,42        |
| 10    | Кызыльский сельсовет         | село Тавричанка        | 7                             | ↘803             | 188,94        |
| 11    | Мендяновский сельсовет       | село Мендяново         | 2                             | ↘446             | 89,93         |
| 12    | Нигматуллинский сельсовет    | село Нигматуллино      | 4                             | ↘688             | 159,52        |
| 13    | Нижнеаврюзовский сельсовет   | село Нижнее Аврюзово   | 4                             | ↘892             | 116,79        |
| 14    | Никифаровский сельсовет      | село Никифарово        | 6                             | ↘853             | 104,94        |
| 15    | Раевский сельсовет           | село Раевский          | 1                             | ↘18 976          | 37,20         |
| 16    | Слаковский сельсовет         | село Слак              | 1                             | ↘796             | 53,91         |
| 17    | Ташлинский сельсовет         | село Ташлы             | 3                             | ↘483             | 115,28        |
| 18    | Трунтаишевский сельсовет     | село Трунтаишево       | 7                             | ↘873             | 188,69        |
| 19    | Чебенлинский сельсовет       | село Чебенли           | 6                             | ↘503             | 76,71         |
| 20    | Шафрановский сельсовет       | село Шафраново         | 7                             | ↘3089            | 135,38        |

До 2005 года в районе было три посёлка городского типа (Раевский, Аксёново, Шафраново) и 122 сельских населённых пункта.
С 2005 года в муниципальном районе 104 населённых пункта в составе 20 сельских поселений:

## Населённые пункты
| №   | Населённый пункт          | Тип     | Население | Муниципальное образование    |
| --- | ------------------------- | ------- | --------- | ---------------------------- |
| 1   | Абдрашитово               | село    | ↘619      | Абдрашитовский сельсовет     |
| 2   | Абдулкаримово             | деревня | ↘68       | Абдрашитовский сельсовет     |
| 3   | Аврюзтамак                | деревня | ↘68       | Нижнеаврюзовский сельсовет   |
| 4   | Адамовка                  | деревня | →1        | Трунтаишевский сельсовет     |
| 5   | Айдагулово                | деревня | ↘72       | Никифаровский сельсовет      |
| 6   | Айтуган                   | деревня | ↗16       | Гайниямакский сельсовет      |
| 7   | Акберда                   | деревня | ↘73       | Ибраевский сельсовет         |
| 8   | Аксёново                  | село    | ↘1047     | Аксёновский сельсовет        |
| 9   | Алдарово                  | деревня | ↘105      | Никифаровский сельсовет      |
| 10  | Александровка             | деревня | ↗21       | Никифаровский сельсовет      |
| 11  | Андриановка               | деревня | ↘53       | Аксёновский сельсовет        |
| 12  | Байдаковка                | село    | ↗218      | Нигматуллинский сельсовет    |
| 13  | Баландино                 | деревня |           | Кипчак-Аскаровский сельсовет |
| 14  | Балгазы                   | деревня | ↘95       | Никифаровский сельсовет      |
| 15  | Балкан                    | деревня | ↘28       | Абдрашитовский сельсовет     |
| 16  | Баязитово                 | деревня | ↘81       | Ташлинский сельсовет         |
| 17  | Беляковка                 | деревня | ↗14       | Нигматуллинский сельсовет    |
| 18  | Бикчагул                  | деревня | ↗114      | Аксёновский сельсовет        |
| 19  | Бугульминка               | деревня | ↘131      | Воздвиженский сельсовет      |
| 20  | Буданьяр                  | деревня | ↘40       | Гайниямакский сельсовет      |
| 21  | Верхнее Аврюзово          | деревня | ↘99       | Нижнеаврюзовский сельсовет   |
| 22  | Воздвиженка               | село    | ↘362      | Воздвиженский сельсовет      |
| 23  | Гайниямак                 | село    | ↘897      | Гайниямакский сельсовет      |
| 24  | Григорьевка               | деревня | ↗22       | Кармышевский сельсовет       |
| 25  | Деревня разъезда Гайны    | деревня | ↘0        | Аксёновский сельсовет        |
| 26  | Дим                       | село    | ↘278      | Кармышевский сельсовет       |
| 27  | Зарагат                   | деревня | ↘0        | Трунтаишевский сельсовет     |
| 28  | Зелёный Клин              | деревня | ↘378      | Зеленоклиновский сельсовет   |
| 29  | Ибраево                   | деревня | ↘241      | Ибраевский сельсовет         |
| 30  | Игенче                    | деревня | ↘56       | Абдрашитовский сельсовет     |
| 31  | Идрисово                  | деревня | ↘389      | Шафрановский сельсовет       |
| 32  | Ирик                      | деревня | ↘16       | Трунтаишевский сельсовет     |
| 33  | Иршат                     | деревня | ↘68       | Гайниямакский сельсовет      |
| 34  | Казанка                   | село    | ↘350      | Казанский сельсовет          |
| 35  | Кайраклы                  | село    | ↘186      | Аксёновский сельсовет        |
| 36  | Каменка                   | деревня | ↘54       | Чебенлинский сельсовет       |
| 37  | Каран                     | деревня | ↘76       | Шафрановский сельсовет       |
| 38  | Кармышево                 | село    | ↘651      | Кармышевский сельсовет       |
| 39  | Ким                       | село    | ↘878      | Аксёновский сельсовет        |
| 40  | Кипчак-Аскарово           | село    | ↘656      | Кипчак-Аскаровский сельсовет |
| 41  | Клиновка                  | деревня | ↘1        | Воздвиженский сельсовет      |
| 42  | Колонка                   | деревня | ↗3        | Шафрановский сельсовет       |
| 43  | Красная Звезда            | деревня | ↗56       | Абдрашитовский сельсовет     |
| 44  | Красный Клин              | деревня | ↘238      | Зеленоклиновский сельсовет   |
| 45  | Крымский                  | село    | ↘529      | Абдрашитовский сельсовет     |
| 46  | Кункас                    | деревня | ↘31       | Чебенлинский сельсовет       |
| 47  | Кызыл Юл                  | деревня | ↘50       | Чебенлинский сельсовет       |
| 48  | Линда                     | деревня | ↗116      | Абдрашитовский сельсовет     |
| 49  | Малоабдрашитово           | деревня | ↘42       | Абдрашитовский сельсовет     |
| 50  | Малоаккулаево             | деревня | ↘138      | Казанский сельсовет          |
| 51  | Мендяново                 | село    | ↘412      | Мендяновский сельсовет       |
| 52  | Мечниково                 | село    | ↘435      | Нижнеаврюзовский сельсовет   |
| 53  | Михайловка                | деревня | ↘19       | Абдрашитовский сельсовет     |
| 54  | Михайловка                | село    | ↘89       | Кармышевский сельсовет       |
| 55  | Мурзагулово               | деревня | ↗85       | Кызыльский сельсовет         |
| 56  | Нефорощанка               | село    | ↘173      | Нигматуллинский сельсовет    |
| 57  | Нигматуллино              | село    | ↘553      | Нигматуллинский сельсовет    |
| 58  | Нижнее Аврюзово           | село    | ↘683      | Нижнеаврюзовский сельсовет   |
| 59  | Никифарово                | село    | ↘845      | Никифаровский сельсовет      |
| 60  | Николаевка                | деревня | ↘2        | Абдрашитовский сельсовет     |
| 61  | Нововоздвиженка           | деревня | ↘9        | Воздвиженский сельсовет      |
| 62  | Новоконстантиновка        | село    | ↘99       | Зеленоклиновский сельсовет   |
| 63  | Новосепяшево              | село    | ↘283      | Ибраевский сельсовет         |
| 64  | Новые Балгазы             | деревня | ↘28       | Никифаровский сельсовет      |
| 65  | Новый Кипчак              | деревня | ↘148      | Кипчак-Аскаровский сельсовет |
| 66  | Орловка                   | деревня | ↗51       | Кызыльский сельсовет         |
| 67  | Осоргино                  | деревня | ↘33       | Воздвиженский сельсовет      |
| 68  | Отрада                    | село    | ↘208      | Кипчак-Аскаровский сельсовет |
| 69  | Писаревка                 | деревня | ↘0        | Кызыльский сельсовет         |
| 70  | Раевский                  | село    | ↘18 698   | Раевский сельсовет           |
| 71  | Самодуровка               | деревня | ↗18       | Воздвиженский сельсовет      |
| 72  | Сараево                   | село    | ↘342      | Трунтаишевский сельсовет     |
| 73  | Сартбаш                   | деревня | ↗2        | Абдрашитовский сельсовет     |
| 74  | Сарышево                  | деревня | ↘180      | Чебенлинский сельсовет       |
| 75  | Село санатория им. Чехова | село    | ↘168      | Воздвиженский сельсовет      |
| 76  | Слак                      | село    | ↘796      | Слаковский сельсовет         |
| 77  | Старая Васильевка         | село    | ↘266      | Мендяновский сельсовет       |
| 78  | Староаккулаево            | деревня | ↘232      | Казанский сельсовет          |
| 79  | Старосепяшево             | деревня | ↘133      | Ибраевский сельсовет         |
| 80  | Степановка                | деревня | ↘34       | Воздвиженский сельсовет      |
| 81  | Сулпан                    | деревня | ↘117      | Кызыльский сельсовет         |
| 82  | Тавричанка                | село    | ↘635      | Кызыльский сельсовет         |
| 83  | Ташкичу                   | деревня | →92       | Шафрановский сельсовет       |
| 84  | Ташлы                     | село    | #Н/Д      | Ташлинский сельсовет         |
| 85  | Таштюбе                   | деревня | ↘191      | Ташлинский сельсовет         |
| 86  | Трунтаишево               | село    | ↘1034     | Трунтаишевский сельсовет     |
| 87  | Тукмакбаш                 | деревня | ↗55       | Гайниямакский сельсовет      |
| 88  | Тюбетеево                 | деревня | ↘287      | Чебенлинский сельсовет       |
| 89  | Уваровка                  | деревня | ↘110      | Кармышевский сельсовет       |
| 90  | Уразметово                | село    | ↘227      | Кызыльский сельсовет         |
| 91  | Урняк                     | село    | ↘149      | Казанский сельсовет          |
| 92  | Устьевка                  | деревня | ↘7        | Трунтаишевский сельсовет     |
| 93  | Фань                      | деревня | ↘108      | Казанский сельсовет          |
| 94  | Ханжарово                 | деревня | ↗226      | Аксёновский сельсовет        |
| 95  | Хрусталево                | деревня | ↘62       | Трунтаишевский сельсовет     |
| 96  | Хусаин                    | деревня | ↘8        | Кармышевский сельсовет       |
| 97  | Чайкино                   | хутор   | ↘163      | Шафрановский сельсовет       |
| 98  | Чебенли                   | село    | ↘290      | Чебенлинский сельсовет       |
| 99  | Челноковка                | деревня | ↘67       | Воздвиженский сельсовет      |
| 100 | Чураево                   | деревня | ↘386      | Кармышевский сельсовет       |
| 101 | Чуракаево                 | село    | ↘477      | Шафрановский сельсовет       |
| 102 | Шафраново                 | село    | ↘2362     | Шафрановский сельсовет       |
| 103 | Шишма                     | деревня | ↘158      | Ибраевский сельсовет         |
| 104 | Ярабайкуль                | деревня | ↗15       | Аксёновский сельсовет        |
| 105 | Ярташлы                   | деревня | ↘199      | Кызыльский сельсовет         |

В 2016 г. распоряжением Правительства РФ № 1525-р от 18.07.2016 г. образован новый населённый пункт: деревня Баландино.

## Экономика
Район промышленно-сельскохозяйственный. Нефтяные месторождения разрабатываются НГДУ «Ишимбайнефть». В Раевском имеются сахарный, и комбикормовый заводы, мясокомбинат, мельница, предприятия местного значения по выпуску строительных материалов, асфальтобетона. Действует 5 колхозов, 6 совхозов, 18 АКХ и 37 фермерских хозяйств. Развито зерновое хозяйство, разводят крупный рогатый скот, свиней, овец, птиц. Традиционные отрасли: коневодство (производство кумыса), пчеловодство. Наиболее крупные хозяйства: имени 50-летия Башкирской АССР.

## Социальная сфера
Функционируют 62 общеобразовательные школы, в том числе 22 средние, Аксеновский агропромышленный колледж, 33 массовые библиотеки, 43 клубных учреждения, 6 больниц. Работают климато-кумысолечебные санатории имени А. П. Чехова и «Шафраново». Издаётся газета «Альшеевские вести» на русском, башкирском и татарском языках.